# 比田美仁
比田 美仁（ひだ よしひと、1977年7月7日 - ）は、NHKのアナウンサー。

## 人物
埼玉県出身。埼玉県立松山高等学校を経て、東京理科大学理学部第一部を卒業後、証券会社での勤務を経て、2003年4月に入局。

## 嗜好・挿話
- 目が大きいのが特徴[3]。
- 趣味は飛行機や鉄道など乗り物について調べること、ジャンルは撮り鉄[4]。
- 2000年4月の大学卒業から入局する2003年3月までの3年間、証券会社で勤務していた[1]。
- ラジオニュース内で、締めの一言として「比田の担当でお伝えしました。」などと独特な言い回しをすることがある。

## 現在の担当番組
- 山口県のニュース
- 放送部副部長→アナウンスグループ統括
- 番組統括業務
- 情報維新!やまぐち（編責）
- ひるまえ直送便・山口（編責）
- 山口放送局制作番組の編責
- 情報維新！やまぐち845・645（不定期）
- 緊急報道（山口放送局発）

## 過去の担当番組
盛岡放送局時代（2003年度 - 2008年度）
- 岩手のニュース・中継・リポート
- おばんですいわて（キャスター）
- ニュースいわて845（不定期）

仙台放送局時代（2009年度 - 2011年度）
- 宮城・東北地方のニュース
- お元気ですか日本列島（仙台から放送した場合）
- 震災に負けないゆうどきネットワーク　（不定期　関連状況担当）[注釈 1]
- NHKニュースみやぎ845（不定期）
- おはよう宮城（不定期）
- てれまさむね（不定期:主に谷地健吾のキャスター代行など）[5]

名古屋放送局時代（2012年度 - 2015年7月）
- 東海3県・東海北陸のニュース
- ニュース845  （不定期）
- 夕刊ゴジらじ（ニュース担当）
- ウィークエンド中部（コーナー担当）
- ほっとイブニング（不定期：主に池田達郎のキャスター代行など）[6]

鳥取放送局時代（2015年8月 - 2019年度）
- いちおしNEWSとっとり（不定期・近藤泰郎のキャスター代行など）
- いろ★ドリ（不定期・五味哲太のキャスター代行など）
- とっとりNEWS845（不定期）
- おはよう鳥取（不定期）
- 鳥取のニュース・中継・リポート
- やしろ荘でごにょごにょ（パーソナリティ）

東京アナウンス室時代（2020年度 - 2021年度）
- 首都圏ネットワーク　リポーター・ニュースリーダー（2020年4月1日 - 2022年3月）
- ニュース・気象情報・リポート（主に関東甲信越ローカル）
- ラジオニュース（不定期）
- 鉄旅・音旅　出発進行!～音で楽しむ鉄道旅～（2020年6月1日 - 2022年3月）
- らじるの時間（不定期）
- BSニュース4K  キャスター（不定期）

山口放送局時代（2022年度 - ）
・情報維新！やまぐち（キャスター代行、2023年12月22日）